# 1510 a tudományban
Az 1510. év a tudományban és a technikában.

## Technika
- Peter Henlein – nürnbergi lakatos rúgóval működő zsebórát szerkeszt, "Nürnbergi tojás".

## Születések
- kb Robert Recorde – matematikus († 1558)
- Ambroise Paré – francia orvos
- John Caius – angol orvos
- Aloysius Lilius – olasz csillagász, a Gergely-naptár kidolgozója (†  1576)

## Halálozások
- Juan de la Cosa – spanyol térképész (* kb.1450-es évek)